# يوسف أنور
يوسف أنور  (26 يوليو 1989 المغرب) هو لاعب كرة قدم مغربي يلعب حاليًا لصالح فريق النادي المكناسي. لعب سابقًا لأندية المغرب الفاسي ووداد فاس والجيش الملكي واتحاد طنجة والرجاء والفتح الرباطي .